# Fuga nella notte
Fuga nella notte (Night Crossing) è un film del 1982 diretto da Delbert Mann, basato sulla vera storia delle famiglie Strelzyk e Wetzel che nel 1979 fuggirono dalla Germania Est con una mongolfiera fatta in casa.

## Trama
Nell'aprile 1978, nella cittadina di Pößneck in Turingia, l'adolescente Lukas Keller tenta di fuggire dalla Germania Est con un bulldozer attraverso la zona di frontiera interna tedesca ma viene ucciso, colpito dalle mitragliatrici delle guardie di frontiera; i familiari vengono informati, e trattenuti dalla polizia, mentre sono a un picnic con degli amici, gli Strelzyk e i Wetzel.
Definitivamente stanco della sua vita sotto il regime della DDR, Peter Strelzyk propone un audace piano al suo amico Günter Wetzel: costruire una mongolfiera per sé stessi e le loro famiglie, otto persone in totale, per portarli oltre il confine, nella Germania Ovest. Acquistano grandi quantità di taffetà, sostenendo che serve per un club di campeggio; Günter cuce il tessuto con una macchina per cucire nella sua soffitta mentre Peter sperimenta per mesi la costruzione di un bruciatore per l'aria calda. Si trovano così ad affrontare varie battute d'arresto: incendi nei tentativi di gonfiaggio del pallone, gli sforzi per costruire un bruciatore con potenza sufficiente, i vicini di casa estremamente sospettosi e dubbi sulla praticabilità del piano da parte della moglie di Günter, Petra, che infine convince Günter a non andare.
Peter e Günter smettono quindi di vedersi in modo da non suscitare sospetti per quando gli Strelzyks sarebbero fuggiti. Peter e suo figlio maggiore, Frank, completano il bruciatore e dopo numerosi test riescono a gonfiare il pallone. Il 3 luglio 1979, i quattro membri della famiglia Strelzyk tentano il volo. Riescono a decollare con successo, anche se vengono individuati dalla guardia di frontiera che, presa alla sprovvista, non sa cosa fare. Tuttavia, il vento spegne il bruciatore, la mongolfiera si sgonfia e atterrano malamente all'interno della zona di confine a poche centinaia di metri dalle recinzioni. Miracolosamente riescono a fuggire dalla zona e a raggiungere la loro auto e tornare così a casa. Nel frattempo, la guardia di frontiera trova la mongolfiera e la Stasi, guidata dal maggiore Koerner, inizia a indagare per trovare chi l'abbia costruita, per impedire loro un nuovo tentativo. Inizialmente sconvolto per il suo fallimento, Peter è convinto dai figli a tentare di nuovo, visto che nel volo nessuno è rimasto ferito e che ora la Stasi non si fermerà davanti a nulla pur di trovarli. Peter convince Günter ad aiutarlo ed entrambe le famiglie iniziano a lavorare a una mongolfiera più grande in grado di portarli tutti; anche Petra accetta di andare avanti con il piano, soprattutto perché la madre a Berlino Ovest è molto malata.
Dopo aver individuato l'area del primo lancio, la Stasi comincia a stringere il cerchio su Pößneck. Gli Strelzyk e Wetzel ora acquistano un po' alla volta piccoli quantitativi di tessuto da vari negozi per evitare sospetti, ma sono a corto di tempo. Finalmente riescono a finire la mongolfiera, ma non hanno tempo per collaudarla. Il 15 settembre 1979, le famiglie si preparano a muoversi proprio mentre la Stasi trova, presso il luogo dove la prima mongolfiera era caduta, un farmaco per la pressione, appartenente alla moglie di Peter, Doris. Controllando le farmacie e tutte le persone a cui era stato prescritto il farmaco, arrivano alla fine a Doris e un loro vicino, membro della Stasi, li identifica per il loro atteggiamento sospetto. Le due famiglie se ne vanno solo pochi minuti prima dell'arrivo della Stasi a casa loro e raggiungono il punto di lancio, mentre il confine è posto in allarme emergenza.
Il pallone viene gonfiato ed entrambe le famiglie salgono nel cestello; un inizio di incendio nel tessuto viene rapidamente spento, mentre Koerner li insegue in elicottero. Infine, il bruciatore esaurisce il propano e inizia la discesa; la guardia di frontiera è mobilitata per trovarli. La mongolfiera atterra in una radura, con tutte le otto persone incolumi. Mentre Peter e Günter cercano di capire dove sono vengono trovati da una macchina della polizia e Peter chiede se sono in Occidente. Un perplesso poliziotto della Germania Ovest gli conferma il successo della loro impresa.
Una didascalia finale informa che, stabilitisi in Germania Ovest, Peter ha aperto un negozio di ricambi elettrici, Günter ha realizzato il suo sogno di aprire un'officina, e i bambini possono raggiungere liberamente il cielo...ma senza palloni aerostatici.